# 제천 신륵사 목조아미타여래좌상과 보살좌상
제천 신륵사 목조아미타여래좌상과 보살좌상(堤川 神勒寺 木造阿彌陀如來坐像과 菩薩坐像)은 충청북도 제천시 덕산면 신륵사에 있는 조선시대(1730)의 불상이다. 2020년 3월 6일 충청북도의 유형문화재 제401호로 지정되었다.

## 지정 사유
도 유형문화재 제132호로 지정된 제천 신륵사 극락전에 모셔진 목불로 1730년에 정행(正幸)이 조성하였다. 전체적으로 좁은 어깨에 긴 허리, 넓고 높은 무릎이 날씬한 느낌을 주고 얼굴은 적당히 살이 오른 모습으로 밋밋한 얼굴에 코가 높고 뾰족한 것이 특징적이다.
발원문을 통해 제작연대와 작가가 명확하고, 1736년에 만들어진 유형 제217호 제천 백련사 목조아미타여래좌상, 유형 제331호 제천 강천사 목조보살좌상이 동일한 작가의 작품으로서 18세기 제천의 지역의 불상조각의 기준이 되는 작품이다.

## 같이 보기
- 제천 백련사 목조아미타여래좌상 - 충청북도 유형문화재 제217호
- 제천 강천사 목조보살좌상 및 복장유물 - 충청북도 유형문화재 제331호

## 참고 문헌
- 제천 신륵사 목조아미타여래좌상과 보살좌상 - 국가유산청 국가유산포털